# Август Четырнадцатого
А́вгуст Четы́рнадцатого ― роман русского писателя Александра Солженицына, посвящённый поражению войск Русской императорской армии в битве при Танненберге в Восточной Пруссии. Роман был завершён в 1970 году, впервые опубликован в 1971. Перевод на английский язык был осуществлён в 1972 году. Роман представляет собой необычную смесь художественного вымысла и повествовательной историографии. Произведение породило обширную и ожесточённую полемику как среди литераторов, так и историков.

## Сюжет
Полковник Воротынцев, офицер Генерального штаба, получает назначение от великого князя Николая Николаевича (Верховного главнокомандующего всеми сухопутными и морскими силами) о переводе в штаб 2-й армии генерала Александра Самсонова, наступавшей в Восточной Пруссии. Воротынцев должен выяснить, что́ происходит в командовании 2-й армией и затем доложить великому князю. Другой полковник Генерального штаба послан в 1-ю армию с такой же миссией.
Расстояния оказываются слишком велики, связи не налажены, а российская армия в целом плохо подготовлена к войне. 26 августа, в день начала четырёхдневного сражения при Танненберге, Воротынцев осознаёт, что он не успеет возвратиться в Ставку, чтобы повлиять на исход битвы, и поэтому остаётся с войсками, чтобы хоть как-то помочь соратникам. 
Самсонов, мучимый масштабом поражения своей армии и страхом необходимости сообщить о нём царю, в конце концов совершает самоубийство. Его тело с револьвером в руке находит немецкий поисковый отряд.
Многочисленные побочные сюжетные линии с участием других персонажей, как на поле боя, так и в тылу, делают этот роман эпопеей.

## Поздние издания
В 1984 году был опубликован английский перевод Гарри Уиллеттса новой, значительно расширенной редакции  романа. В него были включены ленинские главы, вошедшие в отдельное издание  «Ленин в Цюрихе», а также несколько глав о премьер-министре Столыпине и его убийце Богрове.

## Цикл
Роман занимает более 800 страниц и представляет собой начало «повествования в отмеренных сроках» (так определили жанр сам писатель) «Красное колесо». Продолжение романа под названием «Октябрь Шестнадцатого» было написано автором через десять лет после первой части.

## Адаптации
BBC Cymru Wales транслировал двухчасовую аудиоверсию книги в августе 2014 года, в рамках национальной столетия Первой мировой войны. Трансляция была повторно проведена на BBC Radio 3.

## Издания
- Солженицын А. И. Август Четырнадцатого // Звезда. — 1990. — №№ 1—12.
- Солженицын А. И. Август Четырнадцатого // Роман-газета. — 1991. — № 23—24 [Главы 1—30]; 1992. — № 1 [Главы 31—65]; № 2 [Главы 66—73]; № 3 [Главы 74—82].